# Breviperna
Breviperna är ett släkte av tvåvingar. Breviperna ingår i familjen stilettflugor.
Kladogram enligt Catalogue of Life:
| Breviperna | \| \| Breviperna milleri \| \| \| \| \| \| Breviperna placida \| \| \| \| |
|            | \| \| Breviperna milleri \| \| \| \| \| \| Breviperna placida \| \| \| \| |
|            | Breviperna milleri                                                        |
|            |                                                                           |
|            | Breviperna placida                                                        |
|            |                                                                           |